# Knightfall (serie de televisión)
Knightfall es una serie de televisión estadounidense emitida por History. Knightfall fue producido para 10 episodios en enero de 2016, con Jeremy Renner de productor ejecutivo. La serie se estrenó el 6 de diciembre de 2017.
El 27 de diciembre de 2017, se anunció la renovación para una segunda temporada.

## Argumento
Los Caballeros Templarios dedicaron su vida a cuidar el Santo Grial. Knightfall es un drama histórico que recrea las cruzadas y la vida de esta hermandad, una mirada a los últimos días de los Caballeros Templarios durante el siglo XIV.
Narra la caída, persecución y muerte en la hoguera de los caballeros templarios, orquestada por Felipe IV de Francia el 13 de octubre de 1307. La serie se centra en el líder templario Sir Landry, un valiente guerrero desalentado por los fracasos de los Templarios en Tierra Santa se siente revitalizado con la noticia de que el Santo Grial ha resurgido.

## Elenco

### Principal
- Tom Cullen como Landry du Lauzon.
- Jim Carter como Papa Bonifacio VIII.
- Pádraic Delaney como Gawain.
- Simon Merrells como Tancrede de Hautville.
- Julian Ovenden como Guillermo de Nogaret.
- Olivia Ross como Reina Juana de Francia y Navarra.
- Ed Stoppard como Rey Felipe IV de Francia.
- Sabrina Bartlett como Princesa Isabel.
- Bobby Schofield como Parsifal.
- Sarah-Sofie Boussnina como Adelina.
- Mark Hamill como el Maestro Talus, un veterano templario que entrena a los iniciados en el Templo de Chartres. (temporada 2)

| - Sam Hazeldine como Marcel De Caux / Godfrey. - Nasser Memarzia como Draper. - Cengiz Dervis como Roland. - Ryan Early como Reynard. - Akin Gazi como Rashid. - Joey Batey como Pierre. - Jan Blahák y Raymond Waring como Daniel. - Ben Bradshaw como Chamberlain Marigny. - Roy McCrerey como Charles. - Marcos Franz como Príncipe Lluis de Aragón. - Enrique Arce como Rodrigo de Aragón, el embajador de Aragón. - Edward Bourne como Nicholas. - Oliver Maltman como Robert, conde de Oxford, el embajador inglés. - Harry Webster como joven Landry. - Raphael Acloque como Nassir. - Amelia Clarkson como Sophie. - Marco Zíngaro como Doctor Vigevano. - Claudia Bassols como Reina Elena de Aragón. - Jim High como Ulric. - Jack Sandle como Malraux. - Vikash Bhai como Khalil. - Miquel García Borda como Rohan. - James Coombes como De Rouvray. - Thomas Coombes como Anthony. - Ben Lamb como Dominic. - Tony Pritchard como Ballard. | - Sai Bennett como Marie. - Adam Levy como Simon. - Chris Dunkley-Clark como Seth. - Ayya Graoui y Sofia Marangoni como joven Adelina. - David Sterne como De Beaujeu. - Benjamin Hoetjes como Angus. - Ben Loyd-Holmes como Petit. - Simon Lenagan como Bellrose. - Craig McGinlay como Aldred. - Rory Bolan como niño Landry. - Nuria Casas como Silvia. - Francis Johnson como Malik. - Peter Marinker como Jonas. - Pablo Raybould como Jesper. - Lourdes Faberes como Altani. - Gina McKee como la madre de Landry. - Isak Ferriz como Novello. - Kevin Fuller como Cade. - Jordi Garcia como Tudela Merino. - Robert Pugh como Jacques De Molay. - Oliver Ashworth como Ivan. - James Beaumont como Edward. - Peter O'Meara como Berenger. |

## Episodios
| N.º | Título                                         | Dirigido por      | Escrito por                           | Fecha de emisión original | Audiencia (millones) |
| --- | ---------------------------------------------- | ----------------- | ------------------------------------- | ------------------------- | -------------------- |
| 1 | «You’d Know What to Do»                        | Douglas Mackinnon | Don Handfield & Richard Rayner        | 6 de diciembre de 2017    | 1.77                 |
| Mientras estaba en Tierra Santa en medio de un asedio de 43 días durante la Batalla de Acre de 1291, el caballero templario Landry se ve envuelto en una pelea con el Sultán de los Mamelucos, mientras protege Santo Grial. Quince años más tarde, mientras estaba varado en París, Landry, ahora un guerrero desgastado por la guerra de las Guerras Santas, teme que la orden de los templarios haya perdido su propósito. Sin embargo, cuando se derrama la sangre del Maestro Godfrey, obliga a Landry y sus hermanos a tomar las armas nuevamente y tratar de recuperar el Grial. |                                                |                   |                                       |                           |                      |
| 2 | «Find Us The Grail»                            | Douglas Mackinnon | Don Handfield & Richard Rayner        | 13 de diciembre de 2017   | 1.32                 |
| El Papa Bonifacio llega a París para conocer el paradero del Grial y hacer Landry el Maestro del Templo. Sin embargo, la inesperada llegada del Papa amenaza los planes cuidadosamente elaborados de Nogaret para casarse con la hija del Rey Felipe y la Reina Juana, la Princesa Isabel, que está prometida con el Príncipe Eduardo de Inglaterra. Más tarde, Landry y Parsifal buscan venganza contra Roland, el líder de los bandidos, que mató a Godfrey y Marie, la prometida de Parsifal, después de que el granjero acudiera en ayuda del maestro templario. |                                                |                   |                                       |                           |                      |
| 3 | «The Black Wolf and the White Wolf»            | David Petrarca    | Dominic Minghella                     | 20 de diciembre de 2017   | 1.48                 |
| Después de encontrar la clave del escudo familiar, Landry y Tancredo investigan el paradero del Santo Grial. Su viaje los lleva a la casa de la infancia de Godfrey, donde descubren su origen como Marcel, el hijo más joven del barón de Caux. La historia contada por su hermano mayor, Raymond, es acortada por un ataque de asesinos sarracenos. Parsifal comienza a entrenarse para convertirse en un Templario, pero primero debe aprender a ser monje. Nogaret elabora un plan contra la unión de Isabella con el Príncipe Lluís. |                                                |                   |                                       |                           |                      |
| 4 | «He Who Discovers His Own Self, Discovers God» | David Petrarca    | David Elliot & Jason Grote            | 27 de diciembre de 2017   | 1.08                 |
| Cuando un prisionero sarraceno es asesinado a sangre fría dentro del templo, Gwaine realiza una investigación sobre el asesinato del hombre. Para aprender sobre el símbolo de la víctima, Landry busca a Jonas de Ardennes, un pagano que lo ayuda a recordar su encuentro infantil con Malraux, un Cathar de la Hermandad de la Luz. Isabella es traicionada por Nogaret y su pureza se prueba días antes de su boda con Lluís. Juana está encinta; Landry tiene que cubrirlo con Felipe. |                                                |                   |                                       |                           |                      |
| 5 | «Hard Blows Will Banish The Sin»               | Metin Hüseyin     | Sharon Hoffman & Vivian Tse           | 3 de enero de 2018        | 1.19                 |
| Temiendo un ataque de los ingleses después de que el conde de Oxford desaparezca, el rey Felipe les pide a los Caballeros Templarios que vigilen la boda de la Princesa Isabel en el Palacio. Mientras protege personalmente a la reina Juana, Landry descubre que ella está encinta de su hijo. Gwaine y Parsifal investigan en los objetos personales del conde y encuentran fuego griego, una sustancia mortal utilizada por un alquimista mercenario mongol que Tancredo conocía. Pero parece que De Nogaret está detrás de un mega plan masivo. |                                                |                   |                                       |                           |                      |
| 6 | «The Pilgrimage of Chains»                     | Metin Hüseyin     | Sonny Postiglione                     | 10 de enero de 2018       | 1.17                 |
| Después de una tortura duradera de los sarracenos, Landry regresa encadenado al templo. Los sarracenos han aceptado abandonar las instrucciones del pergamino dejado por Godfrey para Landry, llevándolo a El Grial, bajo la condición de que él abandone a uno de sus hermanos templarios, Tancredo. En el Palacio Real, el plan de De Nogaret es revelado por Isabella y enfrenta la pena de muerte por traición. |                                                |                   |                                       |                           |                      |
| 7 | «And Certainly Not The Cripple»                | Douglas MacKinnon | Jason Grote & David Elliot            | 17 de enero de 2018       | 1.11                 |
| En una pista de la Hermandad de la Luz, Landry, junto con Gwaine, va a donde conoció a Godfrey por primera vez; un orfanato. Conocen a una misteriosa mujer(su mama) en este entonces el no lo sabía y que los conduce al Grial. La reina Juana se entera de un ataque a su casa natal, Navarra, por parte de su prima, la reina Elena. Después de enterarse del embarazo de Juana, De Nogaret, ahora un plebeyo en la clandestinidad, deduce quién es el padre y planea informar al rey Felipe. Parsifal se venga de Roland y descubre para quién trabaja realmente. |                                                |                   |                                       |                           |                      |
| 8 | «IV»                                           | Douglas MacKinnon | Vincent Angell                        | 24 de enero de 2018       | 1.21                 |
| Landry devuelve El Grial al Templo de los Caballeros Templarios y se lo entrega al Papa Bonifacio, que quiere otra cruzada para gobernar Europa. Sin embargo, su madre y los sarracenos le piden que no se lo entregue. Rashid quiere erradicar al traidor, Pierre, quien lleva al ejército del Papa en un ataque contra sus antiguos hermanos. De Nogaret arriesga todo al decirle al rey Felipe sobre el romance de la reina y los planes del Papa. La reina Juana decide unir Aragón y Navarra luego de apuñalar a la reina Elena.No obstante, la versión inglesa menciona la existencia del reino de Cataluña en lugar del correcto, Aragón, esta falta de rigor histórico, transforma estr capítulo en fantasía. |                                                |                   |                                       |                           |                      |
| 9 | «Fiat!»                                        | Douglas MacKinnon | Vivian Tse & Sharon Hoffman           | 31 de enero de 2018       | 1.05                 |
| Con Tancredo de nuevo a su lado, Landry busca la ayuda de sus hermanos y del Gran Maestro de los Caballeros Templarios, Jacques de Molay para tomar las armas contra el Papa Bonifacio. Sin embargo, Molay ya invitó al Papa a su mandato, junto con Gwaine como testigo, se lleva a cabo un juicio en el que se declara a Landry culpable de cinco de los Nueve Grandes Crímenes y debe ser excomulgado. De vuelta de Navarra, la reina Juana planea su escape del Rey Felipe, que tiene planes sobre qué hacer con ella en su lugar. |                                                |                   |                                       |                           |                      |
| 10 | «Do You See The Blue?»                         | Douglas MacKinnon | Dominic Minghella & Sonny Postiglione | 7 de febrero de 2018      | 1.02                 |
| La asesina a sueldo que trabaja para De Nogaret le entrega el Santo Grial a este, quien se lo regala al rey Felipe. El Papa Bonifacio se da cuenta de esta noticia e instruye a Landry a llevar a sus Caballeros Templarios de regreso a París para recuperarlo. Sin embargo, el rey Felipe, siendo avisado por De Nogaret, envía mercenarios para interceptarlos y matarlos en su camino de regreso. Planean hacer esto en secreto en el exterior de la ciudad, para que puedan dar a los templarios un gran funeral cristiano en París para ocultar aún más su participación. La reina Juana se entera de este plan y lleva el Santo Grial a Landry y los templarios. En el bosque, mercenarios, comandados por Gawain rodean a Landry, Juana suplica por su vida, enojando a Felipe, la apuñala con su espada. Landry le pide a Juana que beba del Santo Grial, pero en lugar de salvarla, salva a su bebé que nació a través de un parto cesáreo después de la muerte de Juana. Juana es sepultada con los templarios que perecieron en la batalla contra los mercenarios del rey. Más tarde, Berenger, otro Maestro Templario encuentra un vial que contiene un pequeño pergamino con nombres en el ahora roto Santo Grial, y lo traga. |                                                |                   |                                       |                           |                      |

## Producción

### Desarrollo
En enero de 2016, History anunció que había adquirido Knightfall para una temporada de 10 episodios, el productor ejecutivo y probablemente como protagonista invitado, Jeremy Renner. El escritor y productor británico Dominic Minghella servirá como productor y productor ejecutivo de Knightfall. La serie fue concebida por el socio de producción de Renner Don Handfield y el periodista y escritor británico radicado en Los Ángeles Richard Rayner, que servirá como productores ejecutivos junto con Renner. Otros productores ejecutivos en la serie incluyen Jeff Pinkner, André Nemec, Josh Appelbaum y Scott Rosenberg.

### Casting
El 13 de mayo de 2016 Variety anunció a Tom Cullen como protagonista interpretando a Landry, en junio de 2016 anunciaron a Bobby Schofield, Sabrina Bartlett, Julian Ovendem, Sarah-Sofie Boussnina, Padraic Delaney, Simon Merrells y Olivia Ross.

### Filmación
La producción comenzó con tres días de filmación durante la última semana de junio en Dubrovnik, en la costa adriática meridional de Croacia, con Douglas Mackinnon (Outlander) como director. Se desarrolla principalmente alrededor de las murallas de Dubrovnik's Fort Lovrijenac (Fortaleza de San Lorenzo) y la bahía de Pile, estas escenas representarán el asedio de Acre. PAKT Media ofrece servicios y más de 140 trabajadores de cine croatas participaron en la producción.
Mackinnon trabajó como director principal, manejando la mayoría de los episodios. Metin Hüseyin y David Petrarca (Game of Thrones) también dirigireron un bloque cada uno. Knightfall rodó principalmente en Praga, República Checa, con su base en los Estudios Barrandov. Varios exteriores que imitan el París medieval se construyeron en los suburbios/aldeas circundantes, incluidos Průhonice y Doksany. También se utilizaron las calles del casco antiguo y el castillo de Švihov. La filmación comenzó el 8 de julio. Este es el mismo estudio que se usó para la serie de televisión Borgia, la temporada 2 de Legends, Casino Royale y The Bourne Identity. Según el CEO de Barrandov, Petr Tichý, el estudio fue elegido en parte por la calidad del interior del siglo XV que habían construido previamente para Borgia. Este costo total para la serie será de CZK 1.1 mil millones.
De acuerdo con Tom Cullen, el elenco principal asistió durante dos semanas y media a un "campo de entrenamiento" con el francés especialista de cine y coreógrafo de lucha Cédric Proust. Cullen había tomado clases de esgrima en el pasado, pero no había manejado una espada en unos ocho años.
El 26 de agosto de 2016, un incendio estalló en la parte trasera de Barrandov Studios, destruyendo los escenarios exteriores de Knightfall , con un daño estimado de 100 millones de CZK ($ 4.5 millones de USD). Solo se guardó una pequeña parte del conjunto, que representaba una ciudad medieval. El lunes siguiente, se reanudó el rodaje en otro lugar de la ciudad. El incendio tuvo un impacto en el cronograma de producción, pero la producción no se trasladó a otra ciudad y se centró en las calles. David Minkowski, un productor senior de Stillking Films , agregó: "En conjunto con nuestras aseguradoras y la construcción de Barrandov, estamos planificando reconstruir el conjunto destruido lo antes posible y completar el rodaje en la República Checa", agregó.
La filmación concluyó a mediados de diciembre de 2016.

### Marketing
Un avance de teaser debutó el 1 de febrero de 2017 en History Channel , que muestra un sangriento casco templario. La serie se estrenó el 6 de diciembre de 2017.

## Transmisión
La serie fue previamente vendida a SBSTwo en Australia HBO, su filial Cinemax y FilmBox Premium también obtuvieron los derechos en Europa Central y del Este. History, que desarrolló la serie original, transmitirá Knightfall en América del Norte. En Latinoamérica se estrenó el 22 de febrero de 2018 en History.
El 15 de abril de 2019, la serie se estrenó en España en DMAX.

## Recepción
En el sitio web de agregación de reseñas Rotten Tomatoes, la serie tiene una calificación de aprobación del 50% con base en 10 revisiones, con una calificación promedio de 5.04/10. En Metacritic, que asigna una calificación normalizada a las evaluaciones, la serie tiene un puntaje promedio ponderado de 47 sobre 100, con base en 13 críticas, lo que indica "críticas mixtas o promedio"

### Nominaciones
| Año  | Premiación     | Nominado(s) | Categoría              | Resultado | Ref.   |
| ---- | -------------- | ----------- | ---------------------- | --------- | ------ |
| 2018 | Premios Saturn | Knightfall  | Mejor serie fantástica | Nominado  | [ 54 ] |